# Trabant (biologia)
Trabant (satelita) – końcowa część chromosomu oddzielona przewężeniem wtórnym. Zawiera DNA, które po podziale komórki umożliwia odtworzenie jąderka.